# Mick Jenkins

Firma di Mick Jenkins

Jayson Andrew Jenkins, detto Mick (Huntsville, 16 aprile 1991), è un rapper statunitense.

## Biografia
Mick Jenkins ha esordito nell'industria discografica con l'album in studio The Healing Component (2016), classificatosi 110º nella Billboard 200 e accolto positivamente dalla critica musicale. Al disco ha fatto seguito l'LP Pieces of a Man, reso disponibile per il consumo a partire dall'ottobre 2018.
Circa tre anni più tardi è ritornato sulle scene musicali pubblicando il disco Elephant in the Room, anch'esso recensito positivamente dalla critica. The Patience, che ha ricevuto un punteggio pari a 86 sull'aggregatore di recensioni Metacritic, è stato presentato nell'agosto 2023 ed è stato promosso da una tournée.

## Discografia

### Album in studio
- 2016 – The Healing Component
- 2018 – Pieces of a Man
- 2021 – Elephant in the Room
- 2023 – The Patience

### EP
- 2015 – Waves

### Mixtape
- 2014 – The Waters

### Singoli
- 2016 – Sunkissed (feat. theMIND)
- 2017 – Last Train (con Kyle Joshua)
- 2017 – Like MacGyver (con Alex Wiley e Azizi Gibson)
- 2018 – Cool (con Alex Wiley e Calez)
- 2018 – Bruce Banner
- 2018 – Pirates (con Curci)
- 2018 – What Am I to Do
- 2018 – Rigatoni (con Ursa the Chef)
- 2018 – Trust Nobody (con Lofsky e Lucki)
- 2019 – Steps (con Isaac Zale)
- 2019 – F.Y.I (con Alex Wiley)
- 2019 – 10 Gallons (con Isaac Zale)
- 2019 – Lemonade (con Da-P)
- 2019 – Halo (con Haleek Maul)
- 2020 – Snakes (con Kojey Radical)
- 2020 – Frontstreet (Freestyle)
- 2020 – Zodiac (con Sadistik)
- 2020 – Sprauge Street (con Kipp Stone)
- 2021 – Break Me Down (con Ryan Haynes e Why Awake)
- 2021 – Royal Flush (con Loony)
- 2021 – Sleep (con Markis Precise)
- 2021 – Teriyaki (con Nate Husser)
- 2021 – Kill Me (con Daichi Yamamoto)
- 2021 – Truffles
- 2021 – Movin' (con Bluestaeb e Aréna)
- 2021 – Got Me Like (con Amaria)
- 2021 – Young King (con Malz Monday)
- 2021 – Manifestation (con Aura da Prophet feat. Leo Dynasty)
- 2022 – Somebody Dies (con Isaac Zale e Blu)
- 2022 – When There Was No Sun (con Wakai)
- 2022 – Serengeti (con Supa Bwe)
- 2022 – Celebrate (con Selah Sue)
- 2022 – Waterslide (con Relaye)
- 2022 – Code Green (con Electric Kif e Wrekonize feat. Phoenix James)
- 2022 – Tell Me Lies (con Hoofy Baby e Qari feat. Jean Deaux)
- 2022 – Passing By (con Aura da Prophet e D'rok the Menace)
- 2022 – Just the Same (con Big Gigantic e Vic Mensa)
- 2022 – Beat Up Cars (con Twenty Duce)
- 2022 – Glass of Water (con Wyatt Coleman)
- 2022 – Gimme Space (con DonSmith)
- 2022 – Carefree (con KingTrey e Femdot)
- 2022 – Cold Shoulder (con Playyard)
- 2022 – Do You Remember? (con Yadda Man)
- 2023 – Casa Lopez (con Venna e i Masego)
- 2023 – Orange Skies (con Louis VI)
- 2023 – Felt (con Mulatto Beats e Sebastian Kamae feat. Sydny August)
- 2023 – Let Go (con Kyle McEvoy feat. Wowflower, Nafets, Ezia & Habe)
- 2023 – How I Am (con Keem)
- 2023 – The Truth (con Deep Thought)
- 2023 – Moonlight (con Uraelb feat. Bobby Beats)
- 2024 – Forgot We Were Seeds (con Tobi)
- 2024 – High Kick (con MyNameIsntJmack e Femdot)
- 2024 – Right on Time (con KingTrey e Kota the Friend)
- 2024 – All on Me (con Demko)
- 2024 – Oh Well (con Being There)